# Blera umbratilis
Blera umbratilis är en tvåvingeart som först beskrevs av Samuel Wendell Williston  1887.  Blera umbratilis ingår i släktet stubblomflugor, och familjen blomflugor. Inga underarter finns listade i Catalogue of Life.